# Macrodontia cervicornis
Macrodontia cervicornis es el miembro más grande y mejor conocido del género Macrodontia de los  escarabajos longicornios (Coleoptera). Esta especie es a veces considerada la segunda más grande de todos los escarabajos, con ejemplares conocidos de más de 17 cm de longitud. Su gran longitud, sin embargo, se debe en parte a las enormes mandíbulas, de las que se derivan ambos nombres en su binomio: Macrodontia significa "diente grande", y cervicornis significa "cuerno de venado". Por esa razón, generalmente se excluyen de la consideración por los puristas que no toman en cuenta las mandíbulas, las patas o las antenas de un insecto al determinar la longitud. Este escarabajo es tan grande que sus alas suelen estar llenas de huéspedes más pequeños incluyendo otros escarabajos.[cita requerida]
La hembra deposita huevos bajo la corteza de árboles moribundos o de madera blanda. Las larvas excavan galerías de hasta un metro de longitud 10 cm de ancho. Llevan hasta diez años en completar la fase larvaria. Las larvas pueden llegar a medir 21 cm de largo y son de color castaño; esto es poco común entre larvas de este grupo de escarabajos.

## Distribución
Esta especie es conocida de los bosques tropicales de Venezuela, Colombia, Ecuador, Perú, Bolivia, las Guyanas y Brasil. Otras especies descritas en el género Macrodontia tienen una distribución desde Guatemala hasta Argentina.

## Rareza
Esta especie de extensa distribución geográfica que, antaño, era sumamente frecuente, resulta hoy en día cada vez más escasa. Sus poblaciones, íntimamente relacionadas con ciertas palmeras y, en concreto, según determinados científicos, con Attalea maripa, ocupan todo el ámbito amazónico, desde Ecuador hasta Brasil, desarrollándose en los pies muertos o muy debilitados de la especie de palmera anteriormente mencionada. Los machos, que pueden superar los 170 milímetros de longitud, con frecuencia tienen unas impresionantes mandíbulas cuya función real aún se desconoce, aunque puedan intervenir en el cortejo de acoplamiento o les sirvan para desplazar a otros competidores durante las escaramuzas que se llevan a cabo entre ellos para obtener el favor de las hembras. 
Se relatan múltiples curiosidades sobre su biología y costumbres, pero su autenticidad es poco fiable, ya que están basadas en observaciones personales. Las capturas ocasionales que se realizan permiten asegurar que estos insectos se alejan poco de los lugares donde eclosionaron, que tienen escasa tendencia a la huida en vuelo, aunque están perfectamente dotados para desplazarse largas distancias. De forma rara y ocasional acuden a la luz, pero los escasos ejemplares que se capturan suelen serlo sobre el suelo de la selva, y, cuando esto ocurre, no es raro que se encuentren varios ejemplares juntos.